# M55

Lägeskarta.

M55 är en motorväg i Storbritannien som går mellan Preston och Blackpool. Denna motorväg är byggd 1975. Vid Preston ansluter denna till den längre motorvägen M6. Den är 19,6 kilometer lång.